# Криниця 2
Криниця 2 (біл. вёска Крыніца 2) — село в складі Вілейського району Мінської області, Білорусь. Село підпорядковане Іллінській сільській раді, розташоване в північній частині області.